# PL-12
Il PL-12 (霹雳-12S, Pī Lì-12P, lett. "Fulmine -12") è un missile aria-aria oltre il raggio visivo a guida radar attiva sviluppato dalla Repubblica popolare cinese . È considerato paragonabile all'americano AIM-120 AMRAAM e al russo R-77.

## Sviluppo
La prima notizia pubblica dell'esistenza del Leihua Electronic Technology Research Institute PL-12 (allora chiamato SD-10) emerse nel 2001. Lo sviluppo è stato assistito dalle aziende russe Vympel NPO e Agat. Si ritiene che Liang Xiaogeng sia stato il capo progettista.  Nel 2004 sono stati effettuati quattro lanci di prova con successo. Dal 2005, il missile divenne noto anche come PL-12.

## Descrizione
Il PL-12 utilizza il radar e il data link dell'R-77 russo, o comunque sistemi che beneficiano di trasferimenti di tecnologia dalla Russia. Il missile utilizza cellula e motore a razzo cinese. Il PL-12 può avere una modalità di homing passiva da utilizzare contro jammer e aerei AEW.

## Varianti

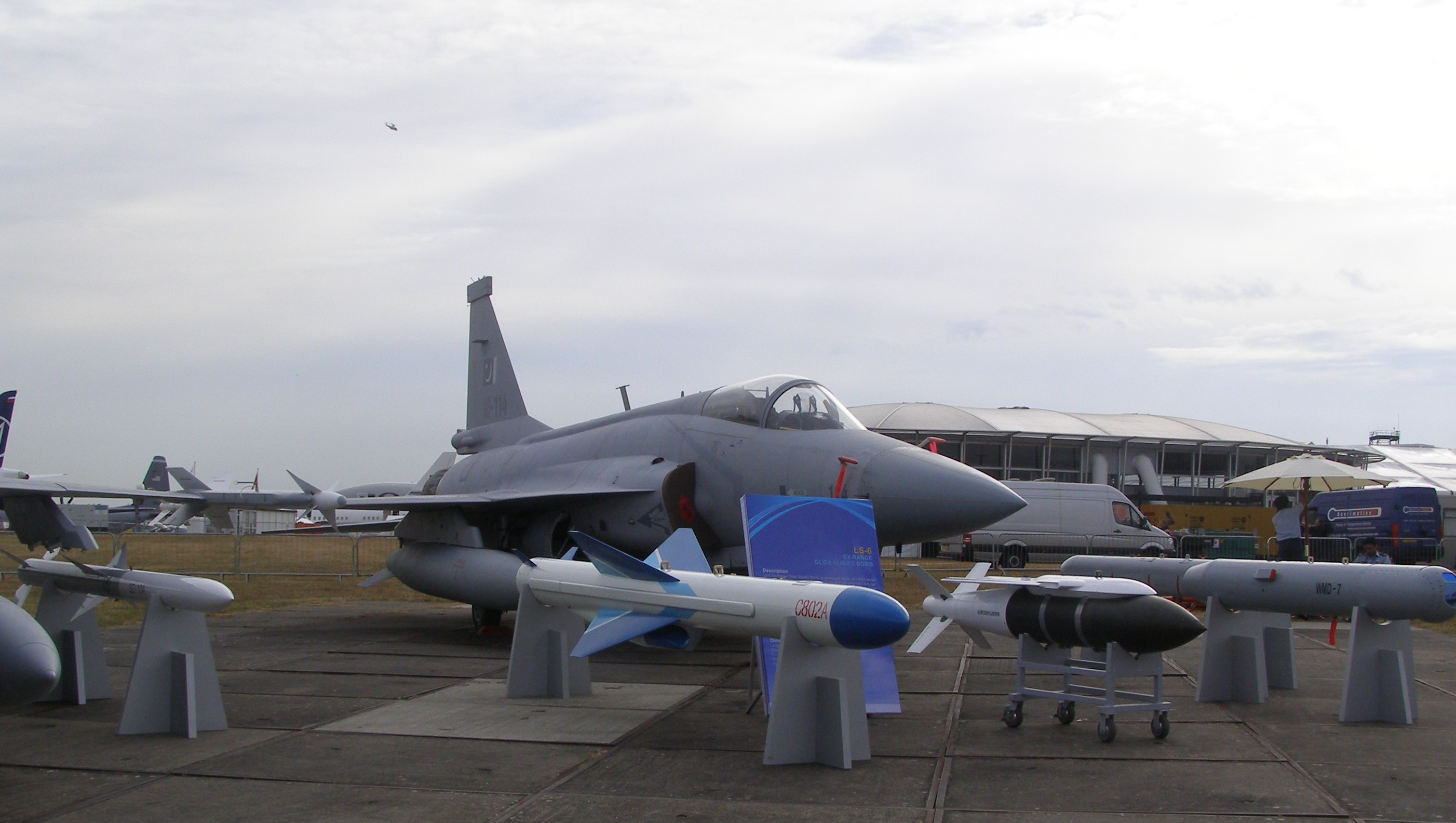
SD-10A in mostra con il caccia leggero JF-17 al Farnborough International Airshow 2010

- SD-10 (ShanDian-10, 闪电 -10) - Versione di esportazione del PL-12. Esiste anche una versione chiamata SD-10B.

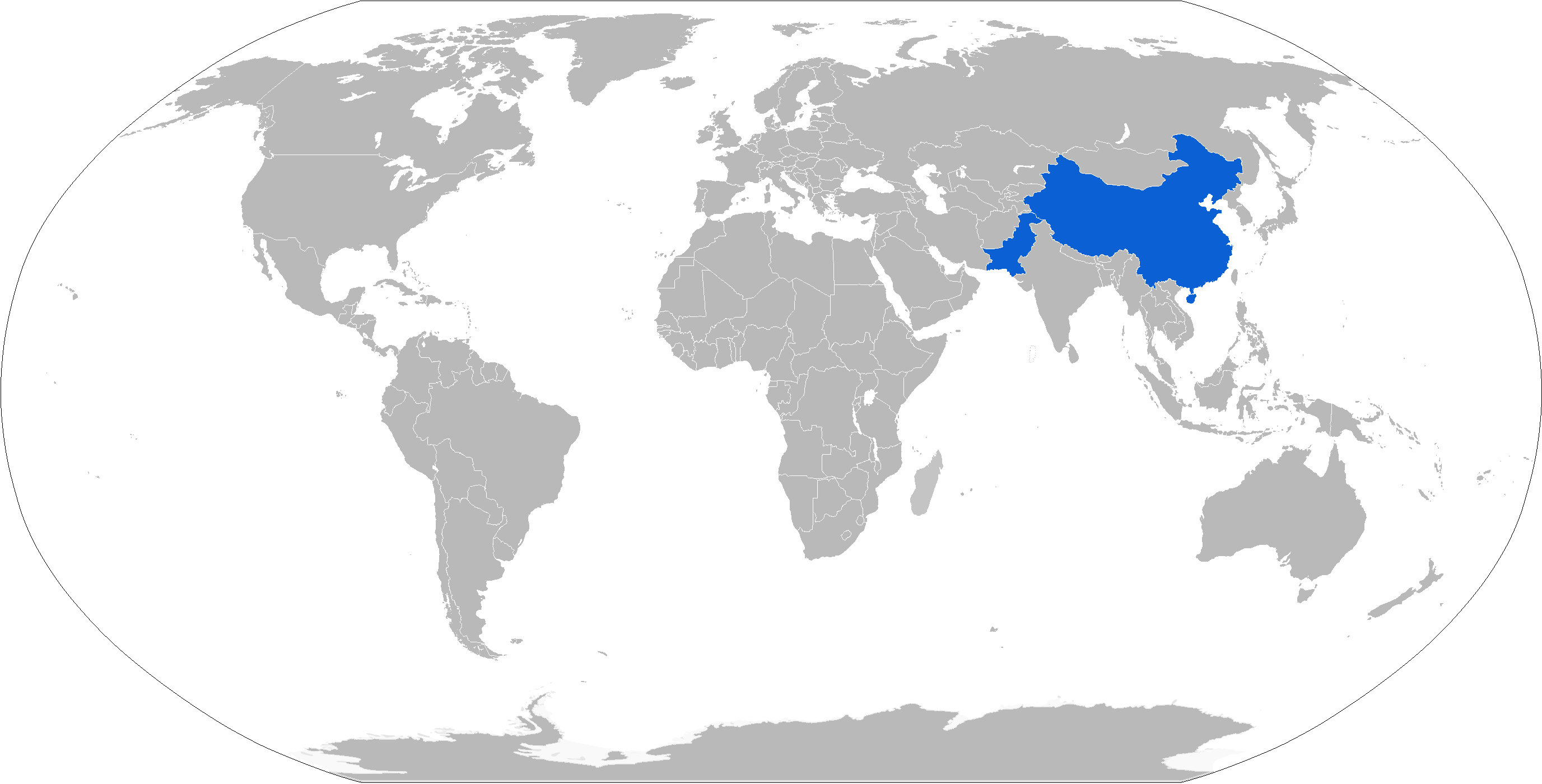
Mappa con utilizzatori del PL-12 in blu

### Utilizzatori
Cina
- People's Liberation Army Air Force (Aviazione cinese)
- People's Liberation Army Naval Air Force (Aviazione della Marina cinese)

 Pakistan
- Pakistan Air Force (PAF) -  al 2019 475 consegnati su 600 ordinati[5]

 Birmania
- Myanmar Air Force - al 2019 24 consegnati su 60 ordinati.[5]